# Abbey Road (rua)
Abbey Road é uma rua localizada nos municípios de Camden e Westminster, no distrito da Grande Londres, na Inglaterra. A rua é bem conhecida por ser a sede do Abbey Road Studios e devido ao album dos Beatles, de mesmo nome, lançado em 1969.

## História
A rua foi construída no início do século XIX a partir de uma trilha anterior, e recebeu seu nome devido à sua proximidade do Priorado de Kilburn, ao qual conduzia.
No dia 8 de agosto de 1969, por volta das 11h30, o fotógrafo Iain Macmillan tirou a fotografia para a capa do álbum Abbey Road dos Beatles, que tornaria tanto a rua quanto sua faixa de pedestres famosas em todo o mundo. Em dezembro de 2010, em homenagem a este acontecimento, a faixa de pedestres foi classificada como local protegido pelo English Heritage. Esta foi a primeira vez que esta forma de proteção — normalmente concedida a edifícios importantes e de elevado valor histórico — , foi atribuída a um trecho de rua.